# Go-Go Boots
Go-Go Boots è il nono album in studio del gruppo musicale statunitense Drive-By Truckers, pubblicato nel 2011.

## Tracce
1. I Do Believe – 3:31 (Hood)
2. Go-Go Boots – 5:36 (Hood)
3. Dancin' Ricky – 3:26 (Tucker)
4. Cartoon Gold – 3:13 (Cooley)
5. Ray's Automatic Weapon – 4:25 (Hood)
6. Everybody Needs Love – 4:35 (Eddie Hinton)
7. Assholes – 4:39 (Hood)
8. The Weakest Man – 3:19 (Cooley)
9. Used to Be a Cop – 7:03 (Hood)
10. I Hear You Hummin’ (Vinyl Only Bonus Track) – 3:41 (Tucker)
11. The Fireplace Poker – 8:14 (Hood)
12. Where’s Eddie – 3:01 (Hinton)
13. The Thanksgiving Filter – 5:34 (Hood)
14. Pulaski – 4:24 (Cooley)
15. Mercy Buckets – 5:24 (Hood)